# 子西 (令尹)
子西（？—前479年），羋姓，名申，字子西，即公子申，春秋时期楚国的令尹，楚平王的庶长子，楚昭王的异母兄。

## 生平
前516年，楚平王去世，令尹囊瓦想舍弃太子而立公子申，公子申怒斥了囊瓦。囊瓦于是立太子为楚昭王。
前506年，柏举之战，楚国大败，吴军攻入郢都。次年，申包胥向秦国借兵，在楚国复国战争中，子西立下大功，帮助复都郢都。
前494年，吴国攻打陈国，楚国上下都很担心。子西说阖闾时代节俭爱民，夫差却奢侈虐民，现在吴国已经不能击败楚国。
前489年，楚昭王率兵讨伐陈国。当年孔子前往楚国，昭王一度想封给孔子七百里土地，子西以孔子手下人才济济，如果获得封地将来会威胁楚国统治为由劝阻了昭王。同年，昭王在城父去世。由於昭王是戰敗而死，临死前懺悔，想要傳位給子西、子期、子閭，子西、子期都不同意，子閭推辞了五次後假裝同意。昭王死後，子閭不願即位，立楚昭王與越國女子之子公子章即位，是為楚惠王。
前487年，子西召流落在外的姪子白公胜回國，並任命白公胜為將領。
前479年七月，白公胜以献所获之吴军战利品为名，發動兵變，要殺子西、子期。子西認為自己錯看了白公勝，被殺的時候用袖子擋著臉。子期說：「我用我的勇猛之力事奉君王，死時也要勇猛。」拔下一棵樟樹，打死敵兵，最後還是悲壯陣亡。白公勝劫持惠王，准備改立子閭為王。子閭不從，被殺。

## 家庭
- 子：公孙宁，楚国令尹（前478年-前477年三月），前477年三月，巴国进犯楚国，公孙宁率师大败巴国，公孙宁被封在析。
- 子：武城尹公公孙朝，楚惠王十一年（前478年），率軍滅陳為縣。